# Maria Lord
Maria Lord, född 1780, död 1859, var en australiensisk straffånge och affärsidkare. 
Hon deporterades till Australian som straffånge 1804 och blev tjänare till officeren Edward Lord, med vilken hon gifte sig 1808. Sedan maken avslutat sin officerskarriär 1810 blev han en av kolonins mest framgångsrika företagare, och då han regelbundet besökte England för långa perioder i taget, fungerade Maria Lord som hans agent med fullmakt att sköta hans företag. Hon gjorde detta framgångsrikt och ska 1820 ha kontrollerat en tredjedel av kolonins resurser, med monopol på handeln med vete och kött och en tredjedel av handeln med rom. När maken år 1824 återvände till kolonin lät han åtala Maria Lords älskare, varefter han återvände till England permanent och paret separerade; Maria Lord livnärde sig sedan på en mindre affärsverksamhet på Tasmanien. 